# Marco Cioci
Marco Cioci, né le 26 septembre 1975 à Rome, est un pilote automobile italien. À partir de 2004, il participe à plusieurs championnats de Grand Tourisme et s'engage depuis 2010 au sein de l'écurie AF Corse.

## Palmarès
- 6 Heures de Vallelunga
  - Quintuple vainqueur en 2006, 2008, 2011, 2013 et 2014[1]

- Championnat italien de Grand Tourisme
  - Vice-champion en 2009

- International GT Open
  - Champion dans la catégorie GTS en 2008

- Endurance Champions Cup
  - Champion en 2011[2]

- 24H Series
  - Vainqueur des 12 Heures d'Abou Dabi en janvier 2012

- Le Mans Series
  - Vainqueur des 1 000 kilomètres du Nürburgring dans la catégorie GT2 lors des Le Mans Series 2006

- Championnat du monde d'endurance FIA
  - Vainqueur des 12 Heures de Sebring 2012 dans la catégorie GTE Pro
  - Vainqueur des 6 Heures de Silverstone 2012 dans la catéogire GTE Am

## Résultats aux 24 Heures du Mans
| Année | Voiture                | Équipe     | Équipiers                                       | Résultat |
| ----- | ---------------------- | ---------- | ----------------------------------------------- | -------- |
| 2010  | Lola B08/80            | Racing Box | Luca Pirri (de) / Piergiuseppe Perazzini        | Abandon  |
| 2011  | Ferrari F430 GTC       | AF Corse   | Piergiuseppe Perazzini / Seán Paul Breslin (de) | Abandon  |
| 2012  | Ferrari 458 Italia GT2 | AF Corse   | Andrea Bertolini / Olivier Beretta              | 22e      |
| 2014  | Ferrari 458 Italia GT2 | AF Corse   | Luís Pérez Companc / Mirko Venturi (de)         | 3e       |